# ジェットコースター (小柳ゆきの曲)
「ジェットコースター」は、小柳ゆきの24枚目のシングル。2013年4月24日発売。発売元はNAYUTAWAVE RECORDS。

## 解説
シングルとしては前作「Believe In Yourself」より約4ヶ月振りのリリースとなる。また、小柳自身のオリジナル曲としては、約4年半振りとなる。

## 楽曲解説
ジェットコースター
富士急ハイランドの春のイメージソング。ジェットコースターの如くアップダウンの多い人生を、爽やかでソウルフルな歌声で前向きにかつ、力強く歌い上げている楽曲の世界観が、FUJIYAMAを始めとする富士急ハイランドに存在する絶叫マシンが持つ“勢い”と“爽快感”に合っており、本楽曲の起用に至ったという。また、この発売を記念し、4月28日に富士急ハイランドで、FM-FUJIゴールデンウィークスペシャル番組「小柳ゆき I'm Fun Area in 富士急ハイランド」が公開生放送が行われた。

## 収録曲
1. ジェットコースター
作詞：小柳ゆき/作曲：笹本安詞
富士急ハイランド2013春のイメージソング
2. Destiny
作詞・作曲：北浦正尚
3. Secret
作詞・作曲：北浦正尚
4. ジェットコースター (backing track)
5. Destiny (backing track)
6. Secret (backing track)

## 収録アルバム
ジェットコースター
- 『The Best of Yuki Koyanagi 2015 Here For You 〜Universal Selection〜』

Destiny
- 『The Best of Yuki Koyanagi 2015 Here For You 〜Universal Selection〜』